# SUPER MONKEY'S
SUPER MONKEY'S（日语：スーパー·モンキーズ），日本女性偶像舞團，1996年實際上解散。是安室奈美惠和MAX的起源團體。

## 歷史
開始
SUPER MONKEY'S沒有明確的記錄顯示他們何時開始活動，而是「沖繩演員學校」內20人左右的優等選拔組的總稱，現在kiroro的玉城千春也曾經臨時錄取。從那裡組織了新的出道後備隊，最終階段是由5名女性和2名男性組成，其中有一位是牧野安娜的胞兄，但在出道前就改成5人女子團體。
名字的由來來自學校校長牧野正幸，當時他接受雜誌採訪說：「你們還處於猴子的階段，不是人才，可惜你們只是猴子，所以就成為“超級猴子”吧！」。

從組團到熱門歌曲「TRY ME ～相信我～」經歷數次成員變更。

### 「SUPER MONKEY'S SPECIAL」時期（1991年—）
- 1991年，從「SUPER MONKEY'S」中選出的5名女生和2名男生組成了一個組合。成員都是琉球空手道初段，出道以前經常出現在當地的節目中，比如在琉球放送《HOT NIGHT沖繩島》的開場表演中融入了空手道的舞蹈表演。引起了東京的電視台工作人員注目，因此決定在全國有線電視網露面。

### 「SUPER MONKEY'S」時期（1992年4月—1993年4月）
- 於全國公演後，男性成員退團，成為由安室奈美惠、牧野安娜、澤岻奈奈子（1995年前後改姓「（澤詩）」，後來的Nana）、天木美奈子（後來的Mina）及新垣壽子（日语：新垣寿子）所組成的5人女子組合。與此同時，組名也替換成演員學校內選拔的「SUPER MONKEY'S」。
- 1992年4月起，作為TBS系列《KATO&KEN電視剋星（日语：KATO&KENテレビバスターズ）》的助理（Busters Girl）演出，並首次演出樂天電視廣告，在東京正式展開演藝活動。同時在日本電視台系列綜藝節目《天才武充滿活力的電視（日语：天才・たけしの元気が出るテレビ!!）》裡飾演琉球空手道少女。
- 1992年9月於當時東芝集團旗下的東芝EMI（現環球音樂LLC）以《愛情Cute Beat/Mr.U.S.A（日语：恋のキュート・ビート/ミスターU.S.A.）》正式出道。出道時的口號是「從沖繩可以看到加州」。
  - 第一任隊長是牧野校長的女兒，有偶像歌手的經歷，但在同年12月退出，成為沖繩演員學校的講師[注 2]。新成員中曾根梨乃代替牧野加入SUPER MONKEY'S，但並沒有年初因住院而缺席活動演出等引人注目的活動。牧野離開後，澤岻成為第二任隊長。

### 「SUPER MONKEY'S 4」時期（1993年4月—1994年6月）
- 轉為安室、澤岻、天木、新垣4人陣容。同時，全員從沖繩演員學校正式畢業，移居東京。
- 1993年4月開始，定期出現在NHK音樂節目《POP JAM'93》中，作為該節目的吉祥物少女和伴舞“PJG（Pop Jam Girls）”。
  - 5月發行的第2張單曲《Dancing Junk（日语：ダンシング・ジャンク）》作為NHK播出至今的電視動畫《忍者亂太郎》的第一季片尾曲，成員們負責節目結束前的迷你單元。
  - 11月，單曲《麝香葡萄的愛（日语：愛してマスカット）》發行。憑藉同一首歌成為樂天的商業形像人物，並在各地舉辦口香糖宣傳活動，同時發布新歌。
  - 12月，在年末《第48屆紅白歌合戰（日语：第48回NHK紅白歌合戦）》中，作為森口博子的歌曲的伴舞參加。

### 「安室奈美惠 with SUPER MONKEY'S」時期（1994年7月—1996年9月）
- 1994年7月，由中西圭三作曲、合音的單曲《PARADISE TRAIN（日语：PARADISE TRAIN）》發行。同時，團名改為「安室奈美惠 with SUPER MONKEY'S」，之後，安室獨自擔任主唱。
  - 8月，開始在日本電視台系列綜藝節目《That's 娛樂之宴（日语：夜も一生けんめい。）》常駐演出。
  - 10月，新垣成為沖繩演員學校的講師離開SUPER MONKEY'S。松田律子（後來的Lina）和安室的初中同學宮內玲奈（後來的Reina）取代了新垣加入SUPER MONKEY'S，使組合成為出道以來的首次5人陣容。
- 1995年1月，由MAX松浦（日语：松浦勝人）企劃製作的單曲《TRY ME ～相信我～（日语：TRY ME 〜私を信じて〜）》發行。也是以歐陸節拍翻唱的歌曲，從初次亮相的第49名逐漸攀升首次進入oricon公信榜前10名，累計銷量突破70萬張。自那以後，持續在相同的路線產生了熱門歌曲《太陽的SEASON》、《Stop the music》[注 3]。
  - 4月，開始在日本電視台系列音樂綜藝節目《THE今夜暢銷進行曲（日语：THE夜もヒッパレ）》常駐演出。除了安室以外的4名成員將以MAX開始活動。即使MAX推出單曲CD出道、安室加入avex之後，4人除了作為安室的伴舞團參加了單曲《Body Feels EXIT》和《Chase the Chance》之外，並以組合名義舉辦現場演出，繼續5人活動。
  - 8月，在岡山、愛知和東京三地舉辦第一次正式的現場演唱會「安室奈美惠 with Super Monkey's Concert '95 ～來吧點燃我的慾火吧～」。
  - 12月，在沖繩會議中心（日语：沖縄コンベンションセンター）進行了第一次沖繩凱旋歸來現場演出，動員了4000人。由於是期待已久的家鄉首場公演，在加演主持中，全員感動得熱淚盈眶。
- 1996年3月至5月，舉辦首次全國巡演「mistio（日语：mistio） presents AMURO NAMIE with SUPER MONKEY'S TOUR '96」，包含在日本武道館、大阪城展演廳（21號禮堂演出）進行。此時由於安室的高潮和MAX的突破，兩邊分開活動變得引人注目，5人一起在電視上的演出也明顯減少。
  - 8月至9月，舉辦戶外演唱會「SUMMER PRESENTS '96 AMURO NAMIE with SUPER MONKEY'S」。9月1日，即5人活動的最後一天，於千葉海洋球場的公演結束後，暫停了團體活動。實際上已解散，9月28日電視上播出的《THE今夜暢銷進行曲 秋天特集》是該團體的最後一次演出。
  - 1997年9月，有報導稱「SUPER MONKEY'S再結成」，5名成員或將於新年伊始以團體形式恢復活動，但由於安室結婚產假，以及MAX日程繁忙，該計劃未能如願。在2000年播出的電視節目中，安室表示想再次與MAX全員一起同台演出，最後仍沒有實現。

### 「安室奈美惠出道25週年」精選復刻版再版」
- 2018年5月2日，配合安室出道25週年，該團體唯一一張精選專輯《ORIGINAL TRACKS VOL.1（日语：ORIGINAL TRACKS VOL.1）》以全曲重製、內裝完全重印、高品質光碟SHM-CD（日语：スーパー・ハイ・マテリアルCD）規格由環球音樂[注 4]再版發行。該專輯於1996年發行，但在2000年代絕版，因此入手困難。

### 一夜限定復活
- 2022年10月2日舉行的“沖繩演員學校復活節大祭典”實現了僅一晚的復興舞台。除了退休的安室之外，始祖成員牧野、澤詩、天久、新垣演唱出道單曲「愛情Cute Beat」，松田、宮內合計六人演唱「Mr.U.S.A」。作為一個團體，這是自1996年活動休止以來，睽違26年的舞台演出。

## 逸事
- 從1992年春天開始，她們5人在東京的一間公寓裡同居。成員們在中學畢業前，週五都會去東京工作，週二則回到沖繩。
- 原本出道條件是要有空手道黑帶一級，並且會後空翻，但最適應的安室卻右肘韌帶受傷，而且雜技畢竟太過危險，所以放棄了這項。
- 正式來到東京後，按照隊長牧野定下的規矩，除了發聲訓練和舞蹈課程外，每天早上起床，拉伸腹肌、背肌、伸展筋骨，然後進行慢跑跑到附近的公園，到達公園後練習空手道（上踢、中踢、下踢），已經是每天的課程。並使用羽根木公園免費提供的公共設施進行鍛煉。
- 當時，出道來到東京的演員研修生們，往往是因為寂寞而結交了情人，或者是一覺醒來在東京逛街玩得太過頭而太晚回家等原因來來往往的人很多。於是，SUPER MONKEY'S成員的言行舉止也受到了嚴格的限制，規定不能談戀愛、一個月只能吃一次甜食、門禁時間晚上6點。另外，為了不忘記自己作為學校代表的自覺和責任，就在家門口掛上一張全體學生的合照，每天早上說：「我出門了！」”
- 剛出道的時候工作不多，連交通費和分攤的錢都買不起衣服，所以經常和全員一起去任何地方。如果不夠會打電話聯絡在沖繩的家人。然而，當每個家長的匯款金額一下子重疊起來時，房間裡擺滿了食物和沖繩特產，相反的，有時不得不拒接電話。

## 成員

### 活動終了時的成員
- 安室奈美惠

自出道以來一直擔任主唱。出道前，與演員學校的伙伴一起在琉球放送地方節目《HOT NIGHT 沖繩島》舉辦的「兒童卡拉OK比賽」（1989年8月1日播出）中獻唱Yuuyu的「-3℃」獲得冠軍。之後，她後悔上學，沉浸在自己喜歡的歌舞中。為了省錢，她把學校活動放在首位，除了食物以外只有喝水。本身並不突出，但是討厭失敗。深受珍妮·傑克遜和寶拉·阿巴杜的影響，當時的夢想是成為一名「會跳舞的歌手」。
- 澤岻（→）奈奈子（Nana）

接替離開的牧野後成為第二任隊長。出道前是沖繩當地節目《沖繩俱樂部心接電視》的常客，與新垣一起出現在「沖繩砂糖新時代」等電視廣告中。就在出道之前，在《天才武充滿活力的電視》飾演空手道少女時，和主持人高田純次在海邊沙灘上用裹著毯子的棍子進行了對決，結果被高田打敗流放到海裡。回想那段時光，澤岻漂浮在海面上無法動彈，心裡想著「這是我在演藝圈的第一份工作…」。當時她喜歡演戲勝過歌舞，所以對奧黛麗·赫本和艾曼紐·琵雅很尊敬。並說夢想是成為一名「會演戲會跳舞的女演員」。
- 天久美奈子（Mina）

她是學編舞最快的，成員們也承認「確認舞蹈編排最可靠的方法是問美奈子」。SUPER MONKEY'S共同生活時代就負責洗衣服、打掃、做飯的工作，但做飯是天久本身的專長，自然會為大家做便當，還經常教其他成員做飯，因此成員們也很依賴她。正如安室和松田在電視上說「美奈子做的飯很好吃」。從小立志要成為歌手的他，與志同道合的同學安室、新垣一起互相切磋琢磨，並展開較勁。在與安室出道之前，曾兩次在演員學校的定期公演中組成二重唱。當時她說她的夢想是「給人們夢想的暖心歌手」。
- 松田律子（Lina）

1994年10月與宮內一起取代退團的新垣加入。從前一年起，她作為出道預備軍與其他成員同屬於同一經紀公司RISINGPRO，並計劃像當時受歡迎的C.C.Girls般的性感團體，包括宮內在內的三重奏出道。她們透過拍攝宣傳照和錄音，做了紮實的準備出道，但因為成員退出而取消。加入SUPER MONKEY'S後，發揮特長舞蹈的優勢，展現出凌厲的動作。演員學校時代與澤岻、新垣同屆。
- 宮內玲奈（Reina）

和松田一樣，同屬於RISINGPRO。與已經上過舞蹈課的松田不一樣的是，演員學校時代的宮內主要學的是唱歌和演戲，本身沒有舞蹈經驗的她被邀請加入時很擔心，但是她想和上同一所中學的好朋友安室一起工作，所以和松田一起作為新的SUPER MONKEY'S開始了演藝活動。

### 已離開成員
- 牧野安娜

SUPER MONKEY'S的第一任隊長。當時20歲比其他成員年長的她，意識到自己作為照顧別人的孩子的責任，總是以領導者的身份責罵和鼓勵其他4名成員。
5人經常去圖書館學習知識和教育，以提高團隊的整體水平。至於唱跳，首先是要喜歡唱歌，學習唱歌。比如，大家聚精會神地聽著風尚合唱團的歌說「我現在做不到，但我希望以後能做這樣的事」進行練習和聲和合唱，並在電台上表演一些。
對此，安室說「如果組團繼續翻唱風尚合唱團的歌曲，我希望是『FREE YOUR MIND』」。牧野當時在雜誌上說，她的夢想是成為演藝圈的領導人。
- 新垣壽子（日语：新垣寿子）

當時的她看來是團裡最自然最炸裂的女孩，因為她沒有遵守6點門禁回家，結果大家四處去找她，發現她在偷吃甜食，並把她罵了一頓。對此，Nana為了不被其他成員發現，在慢跑中偏離路線去買東西，而安室則表示自己是回到沖繩後偷偷吃掉的。
喜歡的樂團是PRINCESS PRINCESS、LINDBERG，目標是辛蒂·羅波。當時的夢想是成為像辛蒂·羅波那樣能壓倒全場的歌手。
- 中曾根梨乃

她是在牧野離開之前加入的演員學校時代的夥伴之一。1992年11月參加千葉羅德海洋活動中首次以SUPER MONKEY'S隊員的身份進行表演，但在年初因闌尾炎住院被迫休養。之後回歸過一次，但因為種種原因之後就直接離開了。
除了打廣告和介紹新成員外，她還接受了各家雜誌相當貴重的採訪，她自己也說因為環境突變，在舞台上「緊張到腦袋一片空白」。喜歡籃球，但初中時期是華道社。當時的夢想是成為一名偶像臉藝人，同時會唱歌跳舞。
與為K-POP偶像編舞的仲宗根梨乃是不同人。

## 音樂作品

### 單曲
| 枚數                   | 名義                           | 發行日期       | 單曲名稱（日文原名）        | c/w（日文原名）                  | 唱片公司  | 規格  | 規格編號   | 順位    | 收錄專輯 | 備註 |
| ---------------------- | ------------------------------ | -------------- | --------------------------- | -------------------------------- | --------- | ----- | ---------- | ------- | --- | --- |
| 1                      | SUPER MONKEY'S                 | 1992年9月16日  | 愛情Cute Beat/Mr.U.S.A （） |                                  | 東芝EMI   | 8cmCD | TODT-2878  | 第29名  | 精選專輯 (安室奈美惠 with SUPER MONKEY'S 名義) 《ORIGINAL TRACKS VOL.1》 精選專輯 (安室奈美惠 名義) 《Finally》                                                                                         | 由於「Mr.U.S.A」在電視節目和宣傳活動被演唱，因此幾乎視它為主打歌曲。 首張專輯僅獲精選專輯獎，兩首歌曲都收錄在《ORIGINAL TRACKS VOL.1》，只有「Mr.U.S.A」在《Finally》作為全新版本收錄。                                                                              |
| 2                      | SUPER MONKEY'S4                | 1993年5月26日  | DANCING JUNK （）           | 彩虹月亮 （レインボー·ムーン）                    | 東芝EMI   | 8cmCD | TODT-3018  | 第68名  | 首張專輯 (安室奈美惠 名義) 《DANCE TRACKS VOL.1》 精選專輯 (安室奈美惠 with SUPER MONKEY'S 名義) 《ORIGINAL TRACKS VOL.1》                                                                              | 有時英文寫作「DANCING JUNK」。 只有「DANCING JUNK」在首張專輯《DANCE TRACKS VOL.1》作為專為專輯製作的混音版本收錄，標題名為「DANCING JUNK」。 |
| 3                      | SUPER MONKEY'S4                | 1993年11月5日  | 麝香葡萄的愛 （）           | 原諒我的任性 （わがままを許して）                | 東芝EMI   | 8cmCD | TODT-3119  | 第67名  | 首張專輯 (安室奈美惠 名義) 《DANCE TRACKS VOL.1》 精選專輯 (安室奈美惠 with SUPER MONKEY'S 名義) 《ORIGINAL TRACKS VOL.1》 精選專輯 (安室奈美惠 名義) 《Finally》                                       | 當初是為廣告拍攝而製作的，第一個廣告的歌詞不同。 這兩首歌曲分別收錄在首張專輯《DANCE TRACKS VOL.1》和精選專輯《ORIGINAL TRACKS VOL.1》。前者錄製在專為專輯製作的混音版本。精選專輯《Finally》只收錄全新版本的「麝香葡萄的愛」。                                      |
| 4                      | 安室奈美惠 with SUPER MONKEY'S | 1994年7月20日  | PARADISE TRAIN              | 傷心破碎的男孩（悲しきブロークンボーイ）               | 東芝EMI   | 8cmCD | TODT-3275  | 第137名 | 首張專輯 (安室奈美惠 名義) 《DANCE TRACKS VOL.1》 精選專輯 (安室奈美惠 with SUPER MONKEY'S 名義) 《ORIGINAL TRACKS VOL.1》 精選專輯 (安室奈美惠 名義) 《Finally》                                       | 新垣壽子在這首歌曲之後退團。 兩首歌曲都收錄在精選專輯《ORIGINAL TRACKS VOL.1》。首張專輯《DANCE TRACKS VOL.1》和精選專輯《Finally》只有主打曲收錄，前者是專為專輯製作的混音版本，後者是全新版本。                                                                    |
| 5                      | 安室奈美惠 with SUPER MONKEY'S | 1995年1月25日  | TRY ME ～相信我～ （）      | MEMORIES ～為了明天～ （MEMORIES ～明日のために～）       | 東芝EMI   | 8cmCD | TODT-3421  | 第8名   | 首張專輯 (安室奈美惠 名義) 《DANCE TRACKS VOL.1》 精選專輯 (安室奈美惠 with SUPER MONKEY'S 名義) 《ORIGINAL TRACKS VOL.1》 精選專輯 (安室奈美惠 名義) 《181920》 精選專輯 (安室奈美惠 名義) 《Finally》 | 從這首歌曲開始松田律子、宮內玲奈加入。 兩首歌曲都收錄在精選專輯《ORIGINAL TRACKS VOL.1》。只有主打曲收錄在首張專輯《DANCE TRACKS VOL.1》、精選專輯《181920》和《Finally》。只有主打歌在首張專輯是混音版本，後者《Finally》是全新版本。                               |
| SUPER MONKEY'S參加單曲 |                                |                |                             |                                  |           |       |            |         | | |
| 1                      | 安室奈美惠                     | 1995年4月26日  | 太陽的SEASON （太陽のSEASON）           | 來吧點燃我的慾火吧 （ハートに火をつけて）          | 東芝EMI   | 8cmCD | TODT-3446  | 第5名   | 首張專輯 (安室奈美惠 名義) 《DANCE TRACKS VOL.1》 精選專輯 (安室奈美惠 with SUPER MONKEY'S 名義) 《ORIGINAL TRACKS VOL.1》 精選專輯 (安室奈美惠 名義) 《181920》 精選專輯 (安室奈美惠 名義) 《Finally》 | 該作品開始是首張單獨名義的單曲，但封底上寫「安室奈美惠 with SUPER MONKEY'S」。 兩首歌曲都收錄在首張專輯《DANCE TRACKS VOL.1》和精選專輯《ORIGINAL TRACKS VOL.1》。只有主打歌收錄在安室的精選專輯《181920》和《Finally》。首張專輯是混音版本，《Finally》是全新版本。 |
| 2                      | 安室奈美惠                     | 1995年7月24日  | Stop the music              | GOOD-NIGHT                       | 東芝EMI   | 8cmCD | TODT-3523  | 第4名   | 首張專輯 《DANCE TRACKS VOL.1》 精選專輯 (安室奈美惠 with SUPER MONKEY'S 名義) 《ORIGINAL TRACKS VOL.1》 精選專輯 《181920》                                                                            | EMI時代的最後一張單曲。 和前作一樣，封底寫「安室奈美惠 with SUPER MONKEY'S」。 兩首歌曲都收錄在精選專輯《ORIGINAL TRACKS VOL.1》。只有主打曲收錄在首張專輯《DANCE TRACKS VOL.1》和精選專輯《181920》。首張專輯是混音版本。                                           |
| 3                      | 安室奈美惠                     | 1995年10月25日 | Body Feels EXIT             | Body Feels EXIT (X-TENDED MIX)   | avex trax | 8cmCD | AVDD-20107 | 第3名   | 第2張專輯 《SWEET 19 BLUES》 首張精選專輯 《181920》 第6張精選專輯 《Finally》 | 加入avex trax後的首張單曲。SUPER MONKEY'S作為伴舞參加。 第2張專輯《SWEET 19 BLUES》是專為專輯製作的混音版本，第6張精選專輯《Finally》是全新版本。 |
| 4                      | 安室奈美惠                     | 1995年12月4日  | Chase the Chance            | Chase the Chance (TRIP CLUB MIX) | avex trax | 8cmCD | AVDD-20109 | 第1名   | 第2張專輯 《SWEET 19 BLUES》 首張精選專輯 《181920》 第6張精選專輯 《Finally》 | SUPER MONKEY'S繼續作為伴舞參加。 第2張專輯《SWEET 19 BLUES》是專為專輯製作的混音版本，第6張精選專輯《Finally》是全新版本。 |

### 專輯
| 名義                           | 發行日期                 | 專輯名稱（日文原名）                | 唱片公司        | 規格        | 規格編號         | 順位     | 備註 |          |          |
| 原創專輯                       | 原創專輯                 | 原創專輯                            | 原創專輯        | 原創專輯    | 原創專輯         | 原創專輯 | 原創專輯 | 原創專輯 | 原創專輯 |
| ------------------------------ | ------------------------ | ----------------------------------- | --------------- | ----------- | ---------------- | -------- | --- | -------- | -------- |
| 安室奈美惠                     | 1995年10月16日（絕版）   | DANCE TRACKS VOL.1                  | EASTWORLD       | CD          | TOCT-9100        | 第1名    | 雖然是安室單獨名義，但收錄了SUPER MONKEY'S的歌曲，所有成員的照片均印在封底和小冊子上。出道單曲《愛情Cute Beat/Mr.U.S.A》未收錄。 |          |          |
| 精選專輯                       |                          |                                     |                 |             |                  |          | |          |          |
| 安室奈美惠 with SUPER MONKEY'S | 1996年9月30日（絕版）    | ORIGINAL TRACKS VOL.1               | EASTWORLD       | CD          | TOCT-9630        | 第3名    | 收錄了東芝EMI時代所有歌曲的精選專輯。 2000年代絕版，長期以來入手困難，但為了紀念安室出道25週年，原版復刻再發盤由USM JAPAN（前EMI）以優質光碟SHM-CD重新灌錄再發行。                                                                                                  |          |          |
| 安室奈美惠 with SUPER MONKEY'S | 2018年5月2日（目前再版） | ORIGINAL TRACKS VOL.1               | USM JAPAN       | SHM-CD      | UPCY-7472        | 第8名    | 收錄了東芝EMI時代所有歌曲的精選專輯。 2000年代絕版，長期以來入手困難，但為了紀念安室出道25週年，原版復刻再發盤由USM JAPAN（前EMI）以優質光碟SHM-CD重新灌錄再發行。                                                                                                  |          |          |
| 參加專輯                       |                          |                                     |                 |             |                  |          | |          |          |
| VARIOUS ARTISTS                | 1995年11月15日（絕版）   | avex dance Matrix '95 TK DANCE CAMP | avex trax       | CD          | AVCD-11357       | —        | 收錄了1995年8月26日在東京灣畔廣場舉行小室哲哉主持的戶外演唱會的現場音源CD。 與VHS和LD在同一天發行。 |          |          |
| 安室奈美惠                     | 1998年1月28日            | 181920                              | avex trax       | CD          | AVCD-11624       | 第1名    | 可以說是轉為獨唱並轉戰avex後首張獨唱作品之巔峰的精選專輯。 並以同組名收錄第5張單曲「TRY ME ～相信我～」、第6張單曲「太陽的SEASON」、第7張單曲「Stop the music」這三首。                                                                                             |          |          |
| 安室奈美惠                     | 2017年11月8日            | Finally                             | Dimension Point | 3CD+DVD     | AVCN-99055～7    | 第1名    | 為紀念安室出道25週年發行的歷代精選專輯。 這張專輯共收錄了52首歌曲，其中39首是重錄或全新錄製的。以同組名義將出道單曲「Mr.U.S.A.」、第3張單曲「麝香葡萄的愛」、第4張單曲「PARADISE TRAIN」、第5張單曲「TRY ME ～相信我～」及第6張單曲「太陽的SEASON」重錄及全新錄製。 |          |          |
| 安室奈美惠                     | 2017年11月8日            | Finally                             | Dimension Point | 3CD+Blu-ray | AVCN-99052～4/B  | 第1名    | 為紀念安室出道25週年發行的歷代精選專輯。 這張專輯共收錄了52首歌曲，其中39首是重錄或全新錄製的。以同組名義將出道單曲「Mr.U.S.A.」、第3張單曲「麝香葡萄的愛」、第4張單曲「PARADISE TRAIN」、第5張單曲「TRY ME ～相信我～」及第6張單曲「太陽的SEASON」重錄及全新錄製。 |          |          |
| 安室奈美惠                     | 2017年11月8日            | Finally                             | Dimension Point | 3CD         | AVCN-99049～51/B | 第1名    | 為紀念安室出道25週年發行的歷代精選專輯。 這張專輯共收錄了52首歌曲，其中39首是重錄或全新錄製的。以同組名義將出道單曲「Mr.U.S.A.」、第3張單曲「麝香葡萄的愛」、第4張單曲「PARADISE TRAIN」、第5張單曲「TRY ME ～相信我～」及第6張單曲「太陽的SEASON」重錄及全新錄製。 |          |          |

### 影像作品
※都是唯一參與的作品。沒有以任何形式發布單獨視頻（包括PV集）。因此，可以觀看團體演出的視頻目前就只有這兩部作品的現場演唱會視頻。
| 名義            | 發行日期                  | 名稱                                                      | 唱片公司  | 發售形式 | 規格編號   | 備註 |
| --------------- | ------------------------- | --------------------------------------------------------- | --------- | -------- | ---------- | --- |
| VARIOUS ARTISTS | 1995年11月15日（絕版）    | avex dance Matrix '95 TK DANCE CAMP                       | avex trax | VHS      | AVVD-90020 | 收錄了1995年8月26日在東京灣畔廣場舉行小室哲哉主持的戶外演唱會的影片。 發佈了安室奈美惠 with SUPER MONKEY'S的「TRY ME ～相信我～」、「太陽的SEASON」。 |
| VARIOUS ARTISTS | 1995年11月15日（絕版）    | avex dance Matrix '95 TK DANCE CAMP                       | avex trax | LD       | AVLD-80006 | 收錄了1995年8月26日在東京灣畔廣場舉行小室哲哉主持的戶外演唱會的影片。 發佈了安室奈美惠 with SUPER MONKEY'S的「TRY ME ～相信我～」、「太陽的SEASON」。 |
| 安室奈美惠      | 1996年12月4日（絕版）     | AMURO NAMIE FIRST ANNIVERSARY 1996 LIVE AT MARINE STADIUM | avex trax | VHS      | AVVD-90029 | 收錄了1996年在千葉海洋球場舉行的最後一次夏季戶外演唱會「SUMMER PRESENTS '96 AMURO NAMIE with SUPER MONKEY'S」。 此次演唱會結束後，作為安室奈美惠 with SUPER MONKEY'S的團體活動正式休止。 「Chase the Chance」之後的歌曲沒有SUPER MONKEY'S參與，只有巡演時擔任「You're my sunshine」的伴舞。 |
| 安室奈美惠      | 2000年9月27日（目前版本） | AMURO NAMIE FIRST ANNIVERSARY 1996 LIVE AT MARINE STADIUM | avex trax | DVD      | AVBD-91023 | 收錄了1996年在千葉海洋球場舉行的最後一次夏季戶外演唱會「SUMMER PRESENTS '96 AMURO NAMIE with SUPER MONKEY'S」。 此次演唱會結束後，作為安室奈美惠 with SUPER MONKEY'S的團體活動正式休止。 「Chase the Chance」之後的歌曲沒有SUPER MONKEY'S參與，只有巡演時擔任「You're my sunshine」的伴舞。 |

## 商業搭配
| 年份             | 曲名                                             | 商業搭配                                      |
| ---------------- | ------------------------------------------------ | --------------------------------------------- |
| 1992年           | 愛情Cute Beat                                    | 日本電視台系列《猜謎世界SHOW by!!》片尾主題曲 |
| 1992年           | Mr.U.S.A                                         | 樂天「」廣告歌曲（全員演出）                  |
| 1993年           | 麝香葡萄的愛                                     | 樂天「」廣告歌曲（同上）                      |
| 1993年           | DANCING JUNK                                     | NHK綜合電視動畫《忍者亂太郎》片尾主題曲       |
| 1993年           | 彩虹月亮                                         | NHK綜合電視動畫《忍者亂太郎》劇中插入歌       |
| 1994年           | PARADISE TRAIN                                   | 樂天「」廣告歌曲（全員演出）                  |
| 1994年           | PARADISE TRAIN                                   | 每日放送、TBS系列電視劇《》片頭主題曲         |
| 1994年           | TRY ME ～相信我～                                | 95'「」廣告歌曲                               |
| 1995年           | TRY ME ～相信我～                                | 95'「」廣告歌曲                               |
| 太陽的SEASON     | 樂天「」廣告歌曲                                 |                                               |
| 太陽的SEASON     | 日本電視台系列《GROOVY》片頭主題曲               |                                               |
| Stop the music   | 富士電視台系列電視劇《湘南利物浦學院》片頭主題曲 |                                               |
| Body Feels EXIT  | TAITO「X-55」廣告歌曲                            |                                               |
| Chase the Chance | 日本電視台系列電視劇《怪廚博士》主題歌           |                                               |

## 受獎歷
- 1995年
  - 第28屆全日本有線放送大獎 最佳點播獎—「TRY ME ～相信我～（日语：TRY ME 〜私を信じて〜）」
  - 第28屆日本有線大獎 有線音樂優秀獎—「TRY ME ～相信我～」
  - 第37屆日本唱片大獎（日语：第37回日本レコード大賞） 優秀作品獎—「TRY ME ～相信我～」
- 1996年
  - 第33屆金箭獎（日语：ゴールデン・アロー賞） 音樂獎

## 演出

### 綜藝節目
- KATO&KEN電視剋星（日语：KATO&KENテレビバスターズ）（1992年4月—9月，TBS）
  - 1992年9月12日於節目中演唱出道歌曲「Mr.U.S.A」。
- POP JAM（1993年4月—1994年9月，NHK綜合）
- 銀BURA天國（日语：銀BURA天国）（1994年7月—8月，月份嘉賓，東京電視台）
- That's 娛樂之宴（日语：夜も一生けんめい。）（1994年8月—1995年3月，日本電視台）
- THE今夜暢銷進行曲（日语：THE夜もヒッパレ）（1995年4月—1996年9月，日本電視台）
  - 組合解散後，安室奈美惠繼續作為MAX之一上節目。

### 廣告
- 樂天（1992年—1994年）
  - 樂天冰淇淋、
  - 樂天口香糖、

### 廣播節目
- SUPER MONKEY'S GIVE ME A BEAT（1992年10月—1993年3月，文化放送）

### 電視劇
- STATION（日语：STATION (漫画)#テレビドラマ）（1995年1月—3月，日本電視台）
  - 安室、澤詩、天久於第3話中客串。
- 湘南利物浦學院（日语：湘南リバプール学院）（1995年4月—9月，富士電視台）
  - 所有成員都有出場。安室只在初期出現。

### 電影
- 學校II（日语：学校 (映画)#学校II）（1996年，松竹）
  - 客串電影中登場的特殊學校的學生們前往觀賞安室奈美惠 with SUPER MONKEY'S的現場表演舞台上。
  - 吉岡秀隆等人在實際的北海道巡演作為觀眾出現參加拍攝。

## 腳註